# Выборы в Европейский парламент в Эстонии (2004)
Первые выборы в Европейский парламент в Эстонии проходили 13 июня 2004 года в рамках всеобщих европейских выборов. На выборах была избрана эстонская делегация, состоящая из 6 депутатов. 
Выборы проводились согласно пропорциональной системе по методу Д’Ондта с открытым списком. Явка в стране оказалась 26,8%, одна из самых низких среди стран Европейского союза. Победителем оказалась Социал-демократическая партия благодаря популярности своего лидера Тоомаса Хендрика Ильвеса, получившего подавляющее большинство партийных голосов. Правящие партии Исамаалийт и Народный союз Эстонии показали низкий результат.
В 2006 году Ильвес стал президентом Эстонии.

## Результаты
| Партия                              | Партия                                 | Европейская партия                      | Голоса  | %      | +/– | Места | +/– |
| ----------------------------------- | -------------------------------------- | --------------------------------------- | ------- | ------ | --- | ----- | --- |
|                                     | Социал-демократическая партия (SDE)    | Партия европейских социалистов          | 85 433  | 36,79  | —   | 3     | —   |
|                                     | Центристская партия (KESK)             | Альянс либералов и демократов за Европу | 40 704  | 17,53  | —   | 1     | —   |
|                                     | Партия реформ Эстонии (RE)             | Альянс либералов и демократов за Европу | 28 377  | 12,22  | —   | 1     | —   |
|                                     | Исамаалийт (IL)                        | Европейская народная партия             | 24 375  | 10,50  | —   | 1     | —   |
|                                     | Народный союз Эстонии (RL)             | Альянс за Европу наций                  | 18 687  | 8,05   | —   | 0     | —   |
|                                     | Партия Res Publica (ERP)               | Европейская народная партия             | 15 457  | 6,66   | —   | 0     | —   |
|                                     | Эстонская демократическая партия (EDP) |                                         | 2 849   | 1,23   | —   | 0     | —   |
|                                     | Прочие                                 | Прочие                                  | 19 228  | 8,28   | —   | 0     | —   |
| Действительных голосов              | Действительных голосов                 | Действительных голосов                  | 232 241 | 99,04  |     |       |     |
| Пустые и недействительные бюллетени | Пустые и недействительные бюллетени    | Пустые и недействительные бюллетени     | 2 244   | 0,96   |     |       |     |
| Всего                               | Всего                                  | Всего                                   | 234 485 | 100,00 | —   | 6     | —   |
| Количество избирателей/ Явка        | Количество избирателей/ Явка           | Количество избирателей/ Явка            | 873 809 | 26,83  | —   |       |     |